# Buzás Gerő
Buzás Gerő (Miklósvár, 1904. szeptember 21. – Szentkirályszabadja, 1987. február 21.) katolikus pap, író.

## Életútja
Középiskolai tanulmányait a csíkszeredai főgimnáziumban, a teológiát Gyulafehérváron végezte. Működött Gyergyóalfaluban, Petrozsényben, Brassóban, Marosújváron, Kolozsvárt, Kapnikbányán. 1945-től Magyarországon, a Zala vármegyei Szentpéterúron élt, majd hosszabb ideig (1947-1958) Somogyban, Tabon volt plébános. A hargitai lélektorony (regényfilm, Kolozsvár, 1938) c. munkája a falusi szegénység anyagi és szellemi felemelkedéséért küzdő pap életútját mutatja be, dokumentumszerű részletekkel.

## Társasági tagság
- Pázmány Péter Társaság : az erdélyi magyar katolikusok tudományos társasága (tagja 1939-től)[2]